# 3 000 mètres steeple masculin aux championnats du monde d'athlétisme 1997
Navigation
Göteborg 1995 Séville 1999
L'épreuve du 3 000 mètres steeple masculin des championnats du monde d'athlétisme 1997 s'est déroulée du 3 au 6 août 1997 au Stade olympique d'Athènes, en Grèce. Elle est remportée par le Kényan Wilson Boit Kipketer.

## Résultats

### Finale
| Rang               | Athlète                | Pays            | Temps         | Notes |
| ------------------ | ---------------------- | --------------- | ------------- | ----- |
| Médaille d'or      | Wilson Boit Kipketer   | Kenya           | 8 min 05 s 84 |       |
| Médaille d'argent  | Moses Kiptanui         | Kenya           | 8 min 06 s 04 |       |
| Médaille de bronze | Bernard Barmasai       | Kenya           | 8 min 06 s 04 |       |
| 4                  | Saad Shaddad Al-Asmari | Arabie saoudite | 8 min 13 s 87 |       |
| 5                  | Hicham Bouaouiche      | Maroc           | 8 min 14 s 04 |       |
| 6                  | Mark Croghan           | États-Unis      | 8 min 14 s 09 |       |
| 7                  | Jim Svenøy             | Norvège         | 8 min 14 s 80 | NR    |
| 8                  | Angelo Carosi          | Italie          | 8 min 16 s 01 | SB    |
| 9                  | Mark Ostendarp         | Allemagne       | 8 min 18 s 49 | PB    |
| 10                 | Brahim Boulami         | Maroc           | 8 min 23 s 34 |       |
| 11                 | Elarbi Khattabi        | Maroc           | 8 min 29 s 43 |       |
| 12                 | Florin Ionescu         | Roumanie        | 8 min 39 s 67 |       |

## Légende
Records et Performances
- AR : Record continental (area record)
- CR : Record des championnats (championship record)
- MR : Record du meeting (meet record)
- NR : Record national (national record)
- OR : Record olympique (olympic record)
- PR : Record paralympique (paralympic record)
- PB : Record personnel (personal best)
- SB : Meilleure performance personnelle de la saison (season's best)
- WL : Meilleure performance mondiale de l'année (world leader)
- WJR : Record du monde junior (world junior record)
- WR : Record du monde (world record)

Circonstances et Conditions
- DNF : N'a pas terminé (did not finish)
- DNS : N'a pas pris le départ (did not start)
- DQ : Disqualification (disqualification)
- NM : Aucun essai valable enregistré (No Mark)
- Q : Qualifié « directement » au prochain tour (ou à la prochaine compétition), lors d'une compétition majeure, grâce au classement ou à la réalisation des minima (automatic qualifier)
- q : Qualifié au prochain tour (ou à la prochaine compétition), lors d'une compétition majeure, grâce au repêchage ou à la réalisation de l'une des meilleures performances parmi celles des « non qualifiés directement » (grâce au meilleur temps ou à la meilleure distance par exemple) (secondary qualifier)